# River Quest
River Quest est une attraction de type rivière rapide en bouées, située dans la zone Mystery du parc à thèmes allemand Phantasialand. L'attraction a été construite en 2002 par Hafema et a la particularité de posséder en début de parcours deux ascenseurs pour hisser les bouées jusqu'à leur point culminant.

## Thème
Située à côté de Mystery Castle, ouvert depuis 1998, la construction de l'attraction étend le thème des forteresses pour créer la zone Mystery. 

## L'attraction
La construction de l'attraction a été possible à la suite de l'incendie qui dévasta le 1er mai 2001 une partie du parc et notamment deux attractions principales (Grand Canyon Bahn et Gebirgsbahn). L'espace dégagé permit la construction de River Quest, mais tout de même avec une contrainte de place importante par rapport au type d'installation. L'entreprise Hafema, spécialisée dans les attractions aquatiques est à l'époque en difficulté mais son changement de direction et sa collaboration avec Phantasialand la remettra sur pied. Pour gagner de l'espace, l'attraction conçue sur mesure a été composée de deux ascenseurs de bouées. Le reste du parcours essaie d'innover avec trois chutes durant le parcours, dont la première avec un dénivelé de 11 mètres, ce qui est particulièrement haut pour ce type d'attraction. S'ensuit une partie en « tourbillon » dont Hafema est le titulaire de brevet. La chute suivante a un dénivelé de sept mètres et la dernière de trois mètres.
En 2005, l'attraction a été récompensée dans la catégorie « Meilleure attraction aquatique » par les Ultimate European Theme Parks Awards.
L'attraction était traversée de part en part par le monorail Phantasialand-Jet jusqu'en 2008, année de fermeture du monorail.

## Galerie

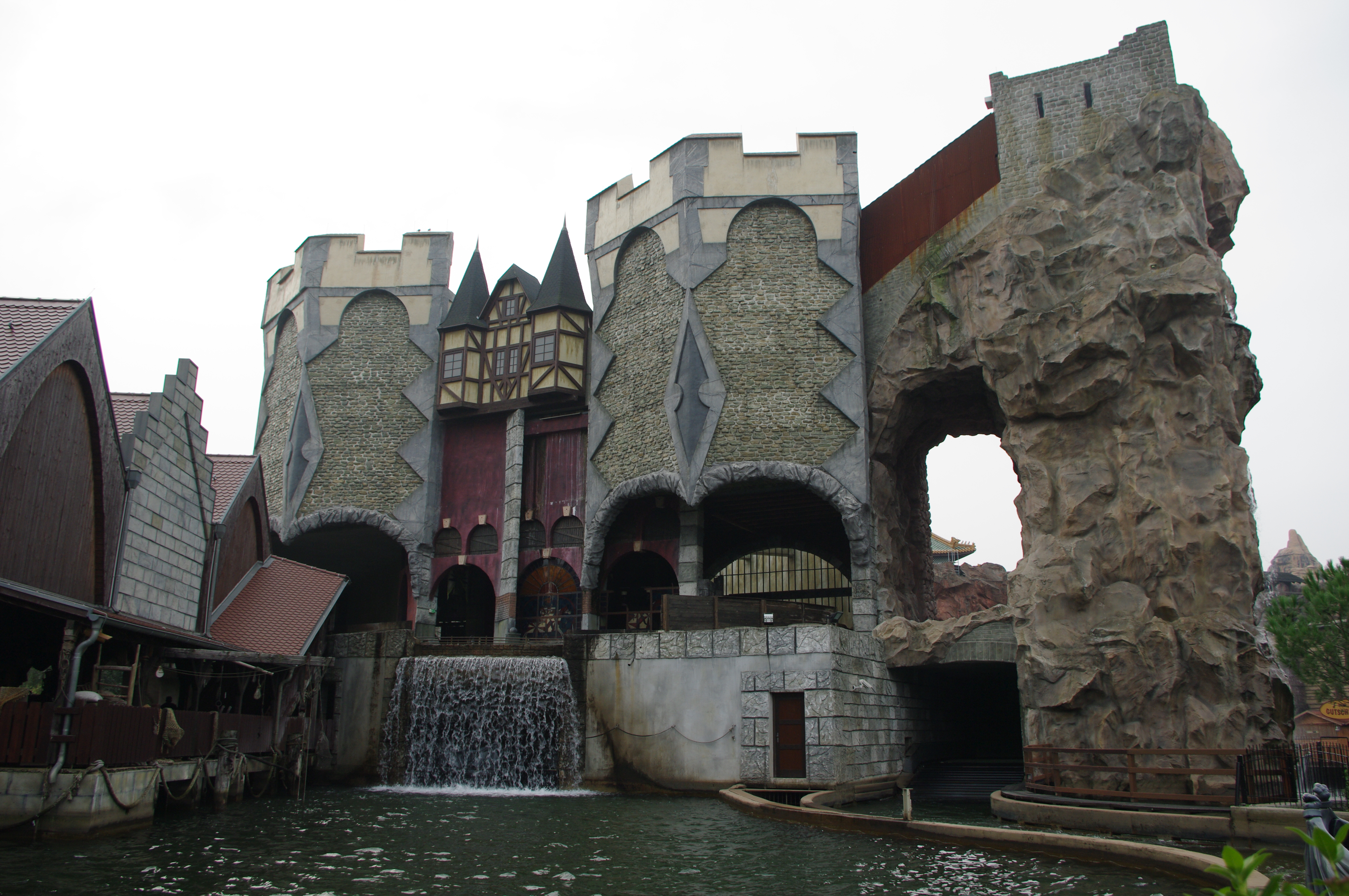
Vue globale de l'attraction
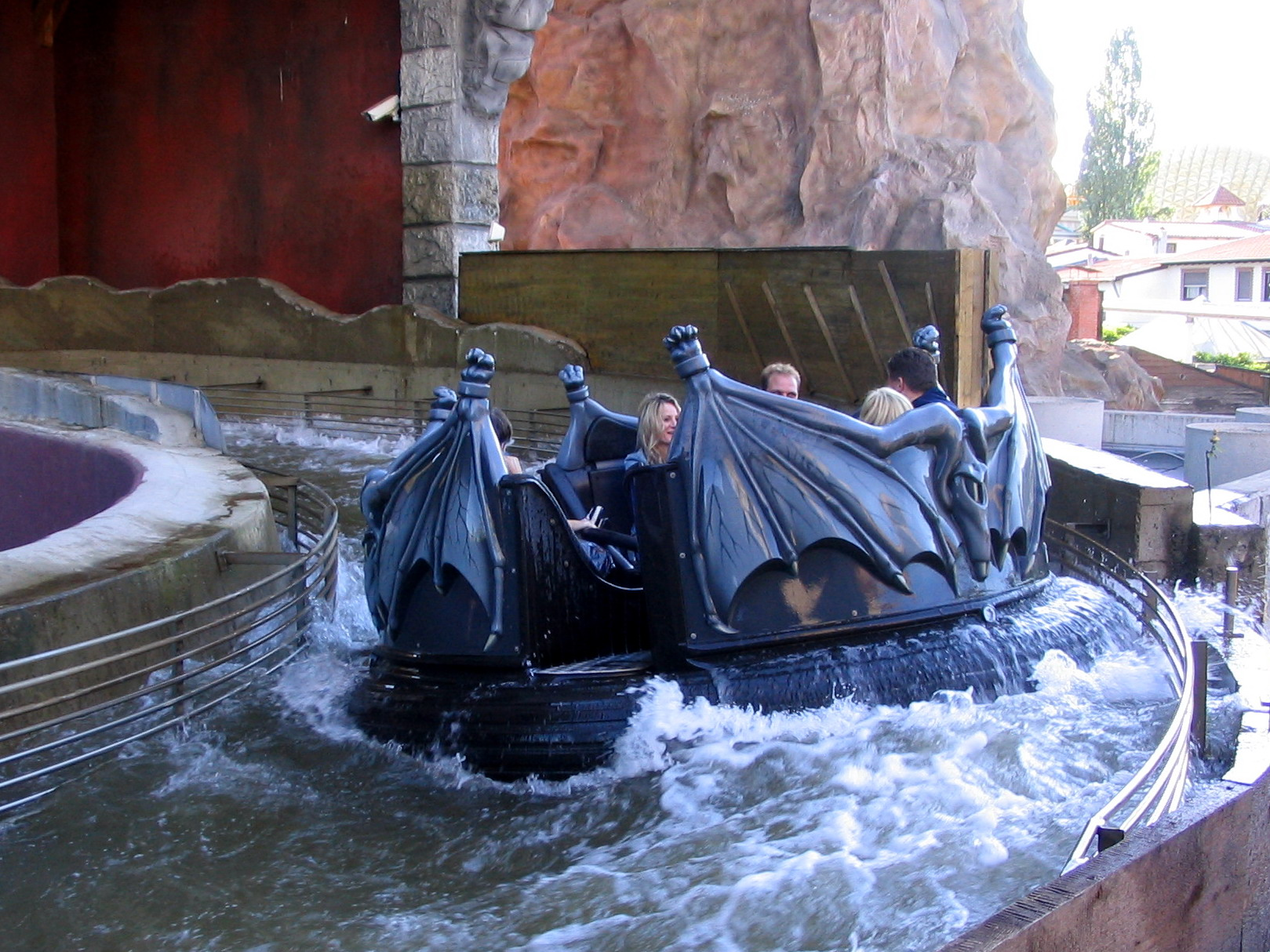
Embarcation
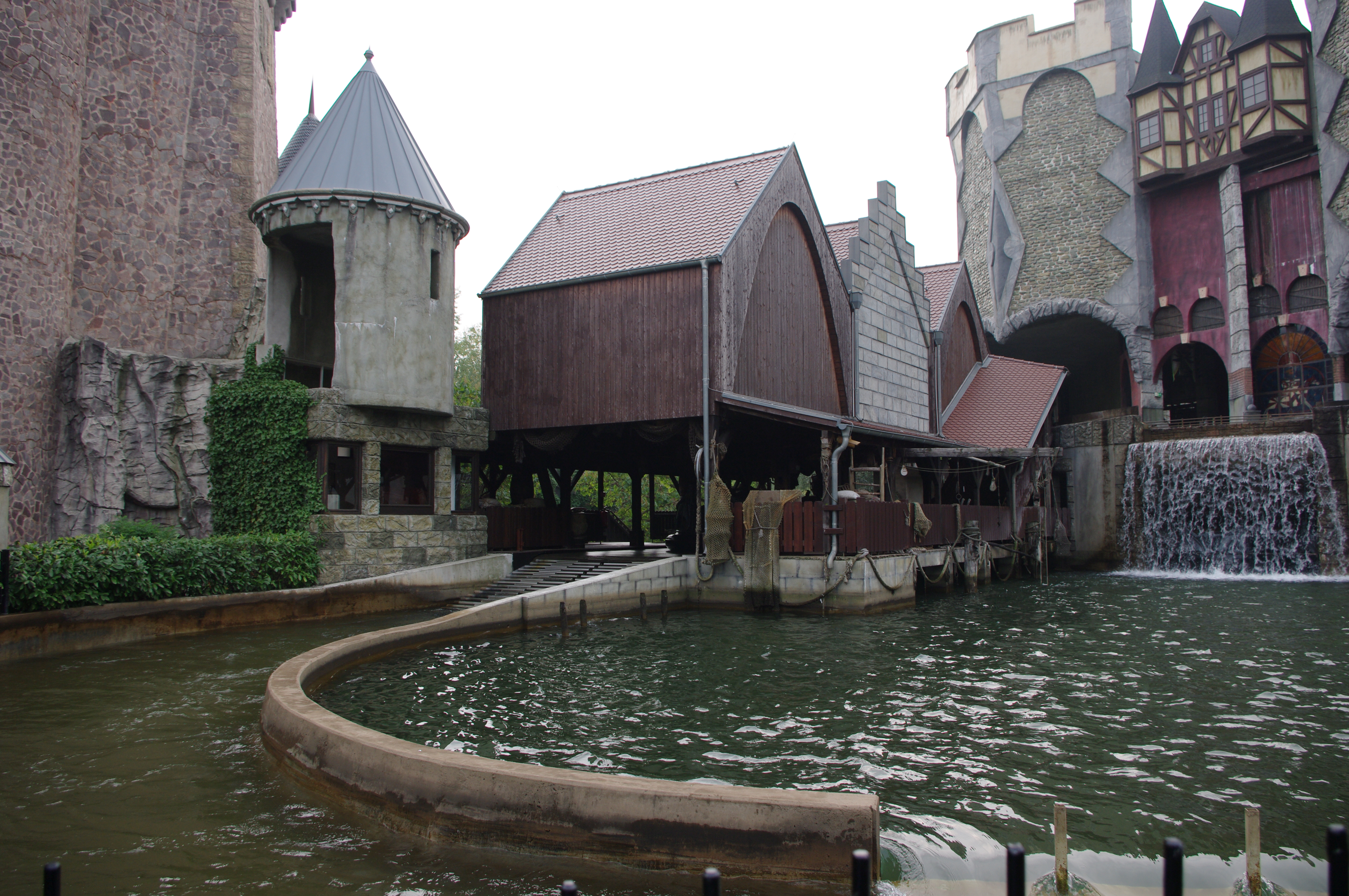
Gare d'embarquement
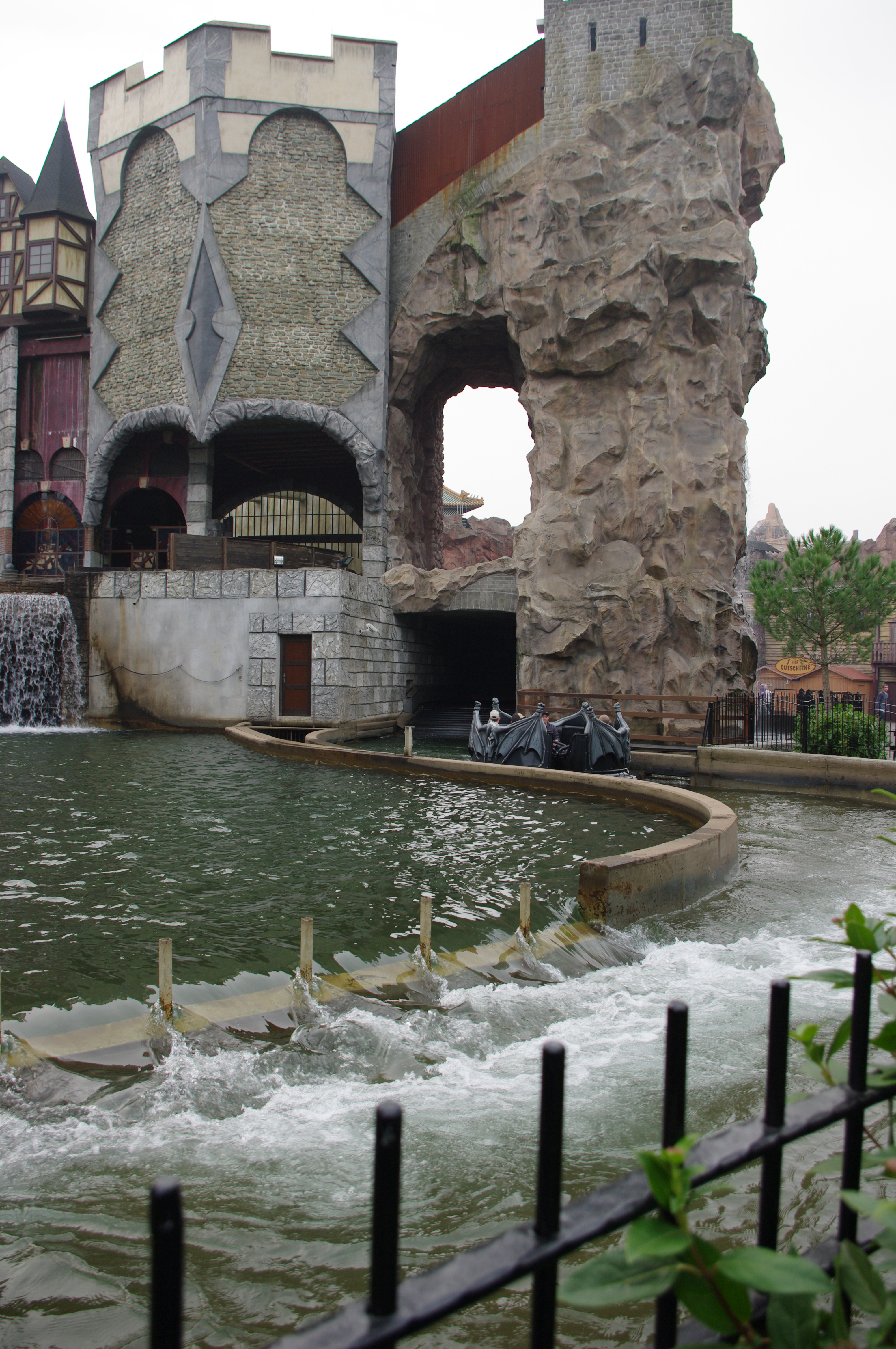
Les ascenseurs sont cachés dans la partie rocheuse à droite.